# Le Traducteur (film)
Ne doit pas être confondu avec Les Traducteurs.
Pour l’article homonyme, voir  Le Traducteur (roman).
Pour plus de détails, voir Fiche technique et Distribution.
Le Traducteur est un film réalisé par Rana Kazkaz et Anas Khalaf, sorti en 2020,.

## Synopsis
En 2000, Sami est le traducteur de l’équipe olympique syrienne à Sydney. Un lapsus lors de la traduction le met en danger face au régime Assad et le contraint à rester en Australie, où il obtient le statut de réfugié politique. En 2011, la révolution syrienne éclate et Zaid, le frère de Sami, est arrêté pendant une manifestation pacifique. Malgré les dangers, il décide de tout risquer et de retourner en Syrie pour tenter de le retrouver et de le faire libérer.

## Fiche technique
- Titre : Le Traducteur
- Réalisation : Rana Kazkaz et Anas Khalaf[5],[3]
- Scénario : Rana Kazkaz et Magali Negroni
- Photographie : Eric Devin
- Son : Luc Cuveele, Denis Séchaud et Benjamin François
- Montage : Monique Dartonne
- Pays :  Syrie,  France
- Format : Couleurs
- Société de production : Georges Films, Synéastes Films
- Durée : 105 minutes  (1 heure et 45 minutes)
- Dates de sortie :   
  - Canada : 10 septembre 2020 (TIFF Industry Selects ; Festival international du film de Toronto)
  - France : 6 octobre 2021

## Distribution
- Ziad Bakri : Sami Najjar[6]
- Yumna Marwan : Karma, la belle-soeur de Sami
- Sawsan Arsheed : Loulou, la soeur de Sami
- Miranda Tapsell :  Julie, l'épouse de Sami
- David Field : Chase
- Fares Helou : Jad Haddad
- Reem Ali : Aya
- Rami Farah : Iyad
- Martin Swabey : Martin Haven
- Carlos Chahine : le général